# جون ألكان
جون ألكان (بالإنجليزية: John Elkann)‏ واسمه الكامل جون جاكوب فيليب ألكان مقاول وصناعي ورجل أعمال إيطالي ووريث لشركة صناعة السيارات فيات مولود في نيويورك في 1 أبريل 1976 وهو حفيد جياني أنيللي مؤسس شركة فيات والتي تمثل الآن ائتلافا من أكبر مصنعي السيارات في العالم وتضم ألفا روميو ولانشيا ومازيراتي وفيراري وأبارث وحالياً شركة كرايسلر الأمريكية والتي تملك ماركات جيب ورام وموبار، وهو الآن رئيس شركة فيات ورئيس مجلس إدارة مجموعة أكسور القابضة التي تملكها أسرة أنييلي والتي تعد من أكبر شركات الاستثمار في أوروبا إضافة إلى امتلاكها لنادي يوفنتوس الرياضي.

## روابط خارجية
- جون ألكان على موقع مونزينجر (الألمانية)